# PLM C 61 bis C 180
Die PLM 220 C 61 bis C 180, ab 1938 SNCF 5-220 A 1 bis A 120, waren Dampflokomotiven mit Schlepptender der Compagnie des chemins de fer de Paris à Lyon et à la Méditerranée (PLM), die im Schnellzugsverkehr eingesetzt wurden. Im Gegensatz zu den Lokomotiven 220 C 11 und 12 und 220 C 21 à 60, die beide als petites C ‚kleine C‘ bezeichnet wurden, trugen die 220 C 61 bis C 180 den Spitznamen grosses C ‚schwere C‘. Rauchkammer, Schornstein, Dampfdom und Führerhaus trugen eine für diese Lokomotiven charakteristische aerodynamischen Verkleidung, die als coupe-vent ‚Windschneider‘ bezeichnet wurde. Die Verkleidung trug den Lokomotiven auch den Spitznamen compound à bec ‚Verbundlokomotive mit Schnabel‘ ein.

## Geschichte
Die schweren Vierzylinder-Verbundlkomotiven wurden ab 1898 in den PLM-Werkstätten Arles und Paris, aber auch von Batignolles und den beiden Österreichischen Lokomotivfabriken in Wien und in Wiener Neustadt gebaut. Sie gehörten zu den großen Schnellzuglokomotiven der PLM, die bis zum Ersten Weltkrieg die hochwertigen Schnellzüge Paris–Marseille wie zum Beispiel den als Train Bleu bekannte Calais-Mediterranée Express führten. Sie erreichte mit den 300 t schweren Zügen Geschwindigkeiten von 90 km/h. Vor leichten Zügen wurden bei Versuchsfahrten auch 140 bis 150 km/h erreicht.
An der Weltausstellung Paris 1900 wurde eine Lokomotive ausgestellt.
Ab 1906 erhielten die Lokomotiven größere Tender, die 20 m³ statt 16 m³ Wasser fassten. Ab dem gleichen Jahr wurden die Lokomotiven auf den schwierigsten Streckenabschnitten von den 2’C-Lokomotiven 2600 bis 2900 verdrängt und in leichtere Dienste versetzt. Sie zogen neben Schnellzügen auch Regionalzüge auf den Hauptstrecken und wurden vor Stückgüterzügen eingesetzt.

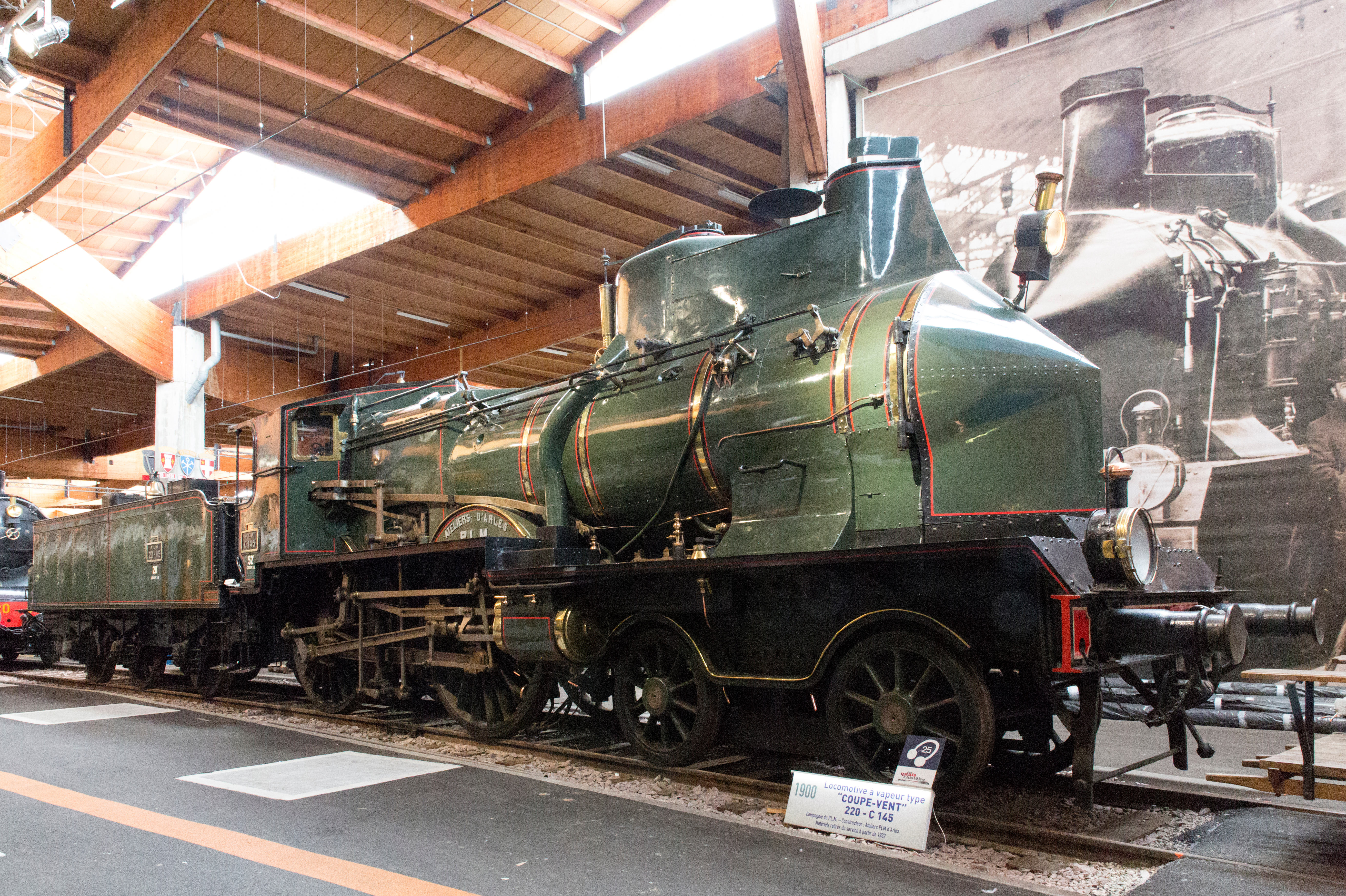
Lokomotive C 145 im Eisenbahnmuseum Mülhausen

Die Lokomotiven wurden in den Jahren 1929 bis 1936 ausgemustert, erhielten aber zumindest noch administrativ SNCF-Nummern. Die Lokomotive C 145 ist erhalten geblieben und kann im Eisenbahnmuseum Mülhausen besichtigt werden.

## Technik
Während die Compagnie des chemins de fer du Nord bei Verbundlokomotiven getrennte Steuerung für die Hochdruck- und Niederdruckzylinder einsetzten, verzichtete die PLM auf dieses System, das viel Erfahrung in der Bedienung verlangte. Die Großes C verwendeten eine feste Einstellung der Füllung für die Niederdruckzylinder, die auf 63 % festgelegt war. Der Lokführer konnte somit nur noch die Füllung der Hochdruckzylinder regeln.
Bei einigen Lokomotiven wurde bereits kurz nach Ablieferung auch das Anfahrventil entfernt und dafür die Füllung der Niederdruckzylinder auf den sehr hohen Wert von 88 % angehoben. Das Anfahrventil gibt bei Verbundlokomotiven dem Lokführer die Möglichkeit, während der Anfahrt Frischdampf in die Niederdruckzylindern strömen zu lassen.